# Język amuzgo
Język amuzgo – język oto-mangueski używany w meksykańskich stanach Oaxaca i Guerrero. Według spisu z 2005 roku posługuje się nim około 44 tysięcy osób. Podobnie jak większość oto-mangueskich, amuzgo jest językiem tonalnym. Klasyfikuje się go również jako język nominatywno-absolutywny.
Katalog języków tubylczych Meksyku, prowadzony przez Instituto Nacional de Lenguas Indígenas rozróżnia cztery dialekty amuzgo:
- Północny (amuzgo del norte)
- Południowy (amuzgo del sur)
- Dolny wschodni (amuzgo bajo del este)
- Górny wschodni (amuzgo alto del este)

Programy w języku amuzgo emitowane są przez radio XEJAM w Santiago Jamiltepec oraz Radio Ñomndaa w Xochistlahuaca.